# Linwood (Schottland)
Linwood ist eine Kleinstadt in Renfrewshire in Schottland. Sie liegt 23 km südwestlich von Glasgow.
Wegen seiner Nähe zum Flughafen Glasgow und zur Autobahn M8 nach Glasgow und Edinburgh konnte Linwood sein Siedlungsgebiet als Trabantenstadt ausweiten. Es gibt täglich häufige Busverbindungen nach Paisley, Johnstone und Glasgow.
Einkaufs- und Unterhaltungsmöglichkeiten gibt es im ‘’Phoenix Retail Park’’ und in den leicht erreichbaren Nachbarstädten Paisley und Glasgow.

## Verkehr

### Straßenverbindungen
Linwood ist mit Glasgow über die A737 verbunden, die Linwood auch mit der Grafschaft Ayrshire über das Garnock Valley verbindet.

### Autobuslinien
Für eine Kleinstadt hat Linwood viele Autobuslinien, die ihre Stadtteile mit Paisley und Glasgow verbinden.
| Nummer | Endstation               | Zwischenstationen                                         | Zeittakt                                                   | Transportunternehmen |
| ------ | ------------------------ | --------------------------------------------------------- | ---------------------------------------------------------- | -------------------- |
| 6/7    | Johnstone/Linwood Circle | Johnstone Hospital, Morrisons Store, Johnstone, Elderslie | Mo–Sa, alle 15 Minuten                                     | Riverside Transport  |
| 6      | Silverburn               | Paisley und Hurlet                                        | Mo–Sa, alle 30 Minuten                                     | First Glasgow        |
| X6     | Glasgow                  | Autobahn M8                                               | Mo–Sa, Stoßzeiten morgens                                  | First Glasgow        |
| X6a    | Glasgow                  | Autobahn M8 und Braehead                                  | Mo–Sa, abends alle 60 Minuten, und So                      | McGill’s             |
| 7      | Glasgow                  | Paisley, Clyde Tunnel und Partick                         | Mo–Sa, alle 20 Minuten, und So, alle 60 Minuten            | Arriva Scotland West |
| X7/X7a | Glasgow                  | Autobahn M8 und Braehead                                  | X7: Mo–Sa, alle 30 Minuten / X7a: Mo–Sa, 2 Fahrten pro Tag | McGill’s             |
| 8/8A   | Paisley                  | Phoenix Retail Park                                       | Mo–Sa: alle 12 Minuten                                     | Riverside Transport  |
| 9      | Drumchapel Station       | Paisley, Cardonald, Glasgow und Partick                   | Mo–Sa, alle 7–8 Minuten, So, alle 15 Minuten               | First Glasgow        |
| 18     | Paisley                  | A737 und St. James                                        | Mo–Fr, alle 60 Minuten                                     | Riverside Transport  |

## Wirtschaft

### Bis 1981
Als die Stadt größer wurde, hing sie wirtschaftlich am Werk des Automobilherstellers Rootes-Gruppe, der später von Chrysler United Kingdom / Chrysler Europe übernommen und schließlich an Peugeot / Talbot verkauft wurde, und an der Pressed Steel Company. Beide Unternehmen stellten 1981 ihre Produktion ein und bescherten so Linwood eine hohe Arbeitslosenquote. 13.000 Arbeiter sollen in der Folge der beiden Werksschließungen direkt oder indirekt ihre Arbeitsplätze verloren haben.
Die Automobilfabrik wurde 1962 zur Fertigung des Hillman Imp, eines neuen Kleinwagens, der im darauf folgenden Frühjahr in Produktion ging und bis 1976 hergestellt wurde, gebaut. Die Fabrik hatte den Vorteil eines direkten Bahnanschlusses, was die Auslieferung der Autos auf der Schiene in alle Teile des Vereinigten Königreiches ermöglichte. Später wurde dort der Nachfolger des Hillman Imp, der Chrysler Sunbeam, gebaut. Als dieses Modell 1981 eingestellt wurde, markierte dies das Ende der Automobilfabrik nach weniger als 20 Jahren. Der größte Teil der Fabrik wurde bald danach abgerissen, aber ein Teil blieb bis 1996 stehen – 15 Jahre nachdem das letzte Auto die Fertigungslinien verlassen hatte.

### Seit 1981
Von 1980 bis 1995 hatte Linwood eine der höchsten Arbeitslosenquoten in Schottland. Ein neues Einkaufs- und Unterhaltungszentrum neben der Autobahn M8 öffnete 1996 seine Tore. Über die Jahre wurde Linwood fast zur Geisterstadt und viele Häuser verfielen. Zurzeit werden neue, kleine Häuser an Stelle der alten, großen Wohnblöcke errichtet.

## Schulen
In Linwood gibt es drei Grundschulen, davon zwei nicht konfessionell gebundene – die Woodlands Primary School und die East Fulton Primary School – und eine römisch-katholische – Our Lady of Peace. In der Nähe sind zwei weiterführende Schulen, die römisch-katholische St. Benedict’s RC High School und die nicht konfessionell gebundene Linwood High School, die erst anstelle des alten Gebäudes neu errichtet wurde.

## Bekannte Personen
Verschiedene Fußballspieler kommen aus Linwood:
- Paul Lambert (* 1969), früherer Mittelfeldspieler bei der schottischen Nationalmannschaft, Celtic Glasgow, Borussia Dortmund und St. Mirren und Manager beim FC Livingston. Bei der schottischen Nationalmannschaft und bei Celtic Glasgow war er auch Kapitän. Auch bei den Wycombe Wanderers war er bis vor kurzem Manager; nun hat er den gleichen Posten bei Norwich City übernommen.
- Billy Thomson, früherer Torwart bei der schottischen Nationalmannschaft, Glasgow Rangers, Dundee United und St. Mirren. Zurzeit ist er Torwarttrainer bei den Glasgow Rangers.
- Ian Matthews, früherer Spieler bei Celtic Glasgow. Gewann am 17. März 2009 im Lotto und hat sich seitdem ins Privatleben zurückgezogen.
- Darryl Duffy spielt zurzeit für Swansea City und in der schottischen U-21-Mannschaft. Nach einer erfolglosen „Lehrzeit“ verließ er die Glasgow Rangers und ging zum FC Falkirk. Er wurde dann für eine Ablösesumme von insgesamt über 0,5 Mio. £ an Hull City und an Swansea City verkauft.
- John Hillcoat (* 1961) ist zurzeit Torwarttrainer bei Alloa Athletic. Er war früher Torwart bei Dunfermline Athletic, Hamilton Academical, Partick Thistle, Clydebank, Greenock Morton, Queen of the South, St. Mirren, Dumbarton, Stranraer, Ayr United, Brechin City und St. Johnstone. Er schreibt eine Kolumne für die schottische „Sunday Mail“.
- David Lowing, früherer Verteidiger bei St. Mirren und Forfar Athletic, spielt zurzeit für Ayr United.

## Trivia
Linwood wurde im Lied Letter from America von The Proclaimers verewigt, in dem die Worte „linwood no more“ vorkommen, was auf die niedergerissene Automobilfabrik und den wirtschaftlichen Niedergang vieler schottischer Industriestädte hinweist.